# Kanton Meaux-Sud
Kanton Meaux-Sud (fr. Canton de Meaux-Sud) byl francouzský kanton v departementu Seine-et-Marne v regionu Île-de-France. Tvořilo ho 10 obcí. Zrušen byl po reformě kantonů 2014.

## Obce kantonu
- Fublaines
- Isles-lès-Villenoy
- Mareuil-lès-Meaux
- Meaux (jižní část)
- Montceaux-lès-Meaux
- Nanteuil-lès-Meaux
- Trilbardou
- Trilport
- Vignely
- Villenoy